# كالا (لاعب كرة قدم مواليد 1990)
كالا (بالإسبانية: Sergio Calatayud Lebrón)‏ هو لاعب كرة قدم إسباني في مركز الوسط، ولد في 2 مارس 1990 في أنتقيرة في إسبانيا. لعب مع ريال جيان ونادي فوينلابرادا ونادي مالقا.

## وصلات خارجية
- كالا (لاعب كرة قدم مواليد 1990) على موقع Soccerway.com (الإنجليزية)